# Wołosi
Wołosi – zbiorcza nazwa różnych grup etnicznych zamieszkujących pierwotnie Półwysep Bałkański, posługujących się językami wschodnioromańskimi.
W skład tej grupy wchodzą np. Arumuni – czyli Wołosi z pogranicza grecko-albańsko-macedońskiego. Pochodzenia wołoskiego są również dzisiejsi Rumuni i Mołdawianie, choć od połowy XIX wieku już raczej nie określa się ich w ten sposób.

## Pochodzenie i wieloznacznośćetnonimuWołoch
Określenie Vlach pochodzi od germańskiego walh/wealh „obcy”, „nieznajomy” i było używane przez dawne ludy germańskie jako określenie początkowo człowieka posługującego się językiem celtyckim, później romańskim. Jest więc egzoetnonimem (nazwa nadana przez przedstawicieli obcej grupy). To samo pochodzenie mają słowa Walon czy Walijczyk.
Po Germanach słowo odziedziczyli Słowianie, a przez nich inne ludy, jak Węgrzy (oláh odnosi się do Wołochów, a konkretniej Rumunów, zaś olasz do Włochów) oraz Bizantyńczycy (Βλάχοι, Vláhi) używający go jako określenie wszystkich ludów łacińskich zamieszkujących Bałkany. W języku polskim funkcjonuje słowo „Włoch”, spełniające tę samą funkcję co słoweńskie lach – oba pochodzą od tego samego korzenia.
Pod etnonimem Wołoch na przestrzeni wieków znanych było wiele różnorodnych społeczeństw, niekoniecznie spokrewnionych genetycznie czy kulturowo. W XII w. Wołochami określano koczowników ze stepów czarnomorskich – Kumanów, takie pochodzenie miał Asen I – władca średniowiecznej Bułgarii (a właściwie Państwa Bułgarów i Wołochów). W XVII wieku w Slawonii etnonimem ‘Wołoch’ określano zarówno pasterzy górskich, jak i emigrantów z południa, przy czym terminem tym obejmowano również Serbów.
Współcześnie w Grecji termin Wołoch (Vlach) ma znaczenie pejoratywne bez desygnatu etnicznego.

## Genetyka
Bosch ze współpracownikami poddali próbie hipotezę, czy Wołosi są potomkami zlatynizowanych Daków, Ilirów, Traków lub Greków, czy też kombinacją powyższych. Hipotezy tej nie udało się dowieść ze względu na wysoki stopień podobieństwa genetycznego jakie posiadają wszystkie badane grupy etniczne Bałkanów. Okazuje się, że językowe i kulturowe różnice pomiędzy różnymi etnosami/narodami bałkańskimi nie były wystarczająco silne, aby uniknąć przepływu genów między nimi.

## Pochodzenie i migracje
Ogólne zarysy genezy Wołochów są znane, jednak szczegóły nie są wyjaśnione – istnieje na ten temat kilka konkurencyjnych hipotez. Głównym punktem spornym jest lokalizacja kolebki Wołochów. I tak:
- według teorii dako-rumuńskiej, która dominowała do niedawna w literaturze rumuńskiej, Wołosi – a w każdym razie ten ich odłam, który później utworzył naród rumuński – są ludnością autochtoniczną na terenie późniejszej Rumunii (Mołdawii, Wołoszczyzny i Siedmiogrodu).
- poza Rumunią dominuje teoria, że Wołosi wywodzą się z południowych Bałkanów, skąd przywędrowali na tereny obecnej Rumunii pod koniec I tysiąclecia n.e. bądź nawet na początku II tysiąclecia n.e. Jako kolebkę Wołochów współcześni autorzy wskazują zwykle zromanizowane obszary cesarstwa wschodniego – obszary dzisiejszych Macedonii, Serbii i Bułgarii. Teoria ta jest akceptowana współcześnie także przez część badaczy rumuńskich.

Teoria dako-rumuńska od XIX wieku była mocno forsowana przez historyków rumuńskich. Wydaje się jednak, że powstała jako wsparcie tendencji państwowotwórczych w okresie powstawania Rumunii, a szczególnie w czasie forsowania koncepcji tzw. „Wielkiej Rumunii” na przełomie XIX i XX wieku, spełniając funkcję argumentu dla roszczeń terytorialnych np. w sporze z Węgrami o Siedmiogród. W rzeczywistości nie ma żadnych dowodów na istnienie jakichkolwiek większych grup ludności romańskiej na terytorium obecnej Rumunii po wycofaniu się stamtąd Rzymian, a przed X wiekiem.
Dodatkowych argumentów przeciwko teorii dako-rumuńskiej dostarczają badania lingwistyczne nad językiem rumuńskim:
- brak w nim słów pochodzenia wschodniogermańskiego (od Gepidów)
- występują natomiast wspólne słowa z językiem albańskim (co najmniej 50 słów)[1].

W każdym razie jest obecnie niekwestionowane, że etnos wołoski wywodzi się ze zromanizowanej ludności trackiej i iliryjskiej (a być może również dackiej) – czy to zamieszkującej Półwysep Bałkański, czy sąsiadujące z Bałkanami tereny karpackie i naddunajskie. Po rozpadzie administracji rzymskiej na Bałkanach i inwazji Słowian we wczesnym średniowieczu ludność romańska została wyparta w tereny górskie, gdzie przyjęła pasterski tryb życia. W średniowieczu Wołosi byli na Bałkanach istotnym elementem etnicznym.
Najstarsze pisemne wzmianki o Wołochach znajdujemy w źródłach bizantyńskich. W VIII wieku odnotowano w Macedonii Egejskiej miejscowość Vlahorihini, zaś w latach 976–980 sam lud żyjący na terenach dzisiejszego pogranicza grecko-macedońsko-albańskiego (tereny obecnie zamieszkiwane przez Arumunów). Kolejne bizantyjskie źródła pisane odnotowują ekspansję Wołochów:
- 1094 – góry Bałkan
- 1164 – Dobrudża
- 1202 – Karpaty Południowe[1]

Równocześnie w X wieku część Wołochów miała przenieść się bardziej na południe, na obszary współczesnej Grecji, zachowując jednak łączność z pobratymcami pozostałymi na północy.
Po rozbiciu przez Normanów Cesarstwa Bizantyjskiego w Tesalii i Epirze powstała Wielka Wołoszczyzna – jeden z przejściowych bytów politycznych w tym regionie. W XII–XIII razem z Bułgarami Wołosi utworzyli wspólny byt polityczny – drugie Cesarstwo Bułgarskie (oficjalnie Cesarstwo Wołochów i Bułgarów). Następnie, po ustąpieniu Mongołów w połowie XIII wieku, Wołosi na częściowo wyludnionych terenach między Karpatami a Dunajem i Dniestrem utworzyli kilka małych państw, zjednoczonych później w dwa organizmy państwowe – Mołdawię i Wołoszczyznę. Na tych obszarach osadnictwo wołoskie nawarstwiło się na osiadłych tu Słowian i koczownicze ludy tureckie.
Następna fala migracji, zwana kolonizacją wołoską, wyszła z południowych Karpat i wzdłuż łańcucha Karpat wschodnich i zachodnich dotarła aż do Orawy i Moraw. Migracja ta miała jednak etniczny charakter wołoski tylko w swej pierwszej fazie, do czasu wchłonięcia elementu ruskiego i polskiego.
W XVI wieku migracja ludności wołoskiej praktycznie zakończyła się. Stało się to za przyczyną m.in. umocnienia systemu feudalnego zarówno na terenach księstw naddunajskich, jak i Siedmiogrodu należącego do Węgier, a także przez zaawansowanie procesów asymilacyjnych, zastępowanie prawa osadnictwa wołoskiego prawem miejscowym itp.
Migracje te nie doprowadziły jednak do zaniku kultury wołoskiej na południowych Bałkanach – istnieje ona do dziś, choć w reliktowej formie. Silnie zasymilowane ludy wołoskie do dziś zamieszkują Tesalię (gdzie podczas II wojny światowej próbowano utworzyć arumuńskie państwo – Księstwo Pindosu), Epir i Macedonię. Asymilacja wynikła z braku własnego państwa i z intensywnego ograniczania kultury wołoskiej przez powstające od XIX wieku mocno nacjonalistyczne państwa.
W XIX wieku z połączenia księstw wołoskiego i mołdawskiego powstało pierwsze nowożytne państwo wołoskie – Rumunia, do której przyłączono później zasiedlone również przez Rumunów Dobrudżę, Siedmiogród i Banat.

## Wyznanie
Wołosi byli na ogół wyznania prawosławnego. Charakterystyczną cechą jest upodobanie do św. Dymitra. Przy lokacji wsi na ogół była też lokalizowana cerkiew wraz z uposażeniem. Charakterystyczne jest jednak to, że cerkiew była zależna od kniazia, który dysponował jej dobrami i osadzał popów. Cerkiew lokowana była w centrum osady, zaś monastyr na obrzeżu wsi.

## Zajęcia
Panuje opinia iż Wołosi trudnili się jedynie pasterstwem transhumancyjnym (pół-osiadły tryb życia z pasterstwem w górach jako podstawą egzystencji). Pogląd ten wziął się stąd, że w istocie do XX w. Wołosi bałkańscy zostali zmarginalizowani, głównie poprzez procesy asymilacyjne, a także masowe migracje, i dotrwali jako etnos głównie w izolowanych enklawach w rejonach górskich, gdzie z natury prymitywne sposoby gospodarowania są trwalsze. Natomiast przed wiekami Wołosi posiadali również swoje elity, piśmiennictwo (w XVIII w. wydawane były gazety w języku wołoskim), kulturę, politykę.
Wędrowni Wołosi zanosili na tereny górskie oryginalny sposób wypasu owiec przyjęty do dziś przez mieszkańców Karpat (Łemków, górali). W miarę asymilacji oraz wprowadzania prawa miejscowego przechodzili oni na rolniczy tryb życia. Budowali stałe wsie, przedstawiciele elit wołoskich (tzw. kniaziowie) obejmowali urzędy dostępując zaliczenia w poczet szlachty polskiej.

## Język

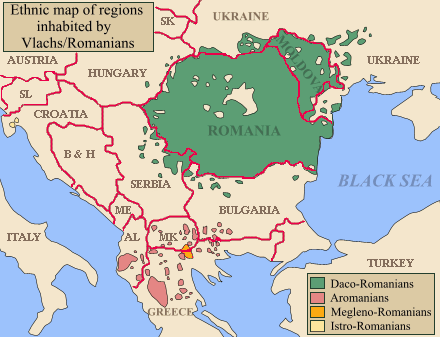
Ludy romańskojęzyczne we współczesnej Europie Środkowej

Ze względu na brak źródeł pisanych, wiedza o języku, którym posługiwali się Wołosi po wywędrowaniu ze swojej bałkańskiej kolebki w średniowieczu, opiera się na badaniach historyczno-porównawczych współczesnych języków wschodnioromańskich – arumuńskiego, istrorumuńskiego, meglenickiego i rumuńskiego („dakorumuńskiego”). Dialekty wołoskie wywodzą się z łaciny, ale nie z jej formy klasycznej, będąc kontynuacją jej odmian wernakularnych, zbiorczo nazywanych łaciną ludową.

## Podziały
Wśród Wołochów wyróżnia się kilka grup:
- Dakorumuni, czyli Rumuni – zamieszkujący Rumunię, Mołdawię, Ukrainę, Serbię, Węgry, Słowację i Bułgarię,
- Arumuni, zamieszkujący Grecję, Albanię, Rumunię, Macedonię Północną, Bułgarię i Serbię,
- Meglenorumuni, Kucowołosi zamieszkujący Grecję i Macedonię Północną,
- Istrorumuni, zamieszkujący Chorwację,
- Morlachowie w Górach Dynarskich, lud wymarły.